# 법무연수원장
법무연수원장(法務硏修院長)은 법무연수원을 대표하는 직위이다. 대검찰청 검사급 검사(차관급)로 보한다.

## 역할
- (법무부와 그 소속기관 직제 제16조 제2항) 원장은 법무부장관의 명을 받아 소관사무를 통할하고, 소속공무원을 지휘·감독한다.

## 역대 기관장

### 법무연수원장
| 정부        | 대수     | 이름                              | 임기                               | 비고                |
| ----------- | -------- | --------------------------------- | ---------------------------------- | ------------------- |
| 박정희 정부 | 초대     | 윤두식                            | 1972년 11월 9일 ~ 1975년 10월 1일  |                     |
| 박정희 정부 | 2대      | 조태형                            | 1975년 10월 1일 ~ 1978년 2월 11일  |                     |
| 박정희 정부 | 3대      | 주문기                            | 1978년 2월 11일 ~ 1979년 2월 19일  |                     |
| 박정희 정부 | 4대      | 김종경                            | 1979년 2월 19일 ~ 1980년 6월 9일   |                     |
| 최규하 정부 | 4대      | 김종경                            | 1979년 2월 19일 ~ 1980년 6월 9일   |                     |
| 5대         | 송종진   | 1980년 6월 9일 ~ 1981년 4월 27일  |                                    |                     |
| 전두환 정부 | 6대      | 정명래                            | 1981년 4월 27일 ~ 1981년 12월 17일 |                     |
| 전두환 정부 | 7대      | 이명희                            | 1981년 12월 17일 ~ 1982년 6월 18일 |                     |
| 전두환 정부 | 8대      | 배명인                            | 1982년 6월 18일 ~ 1983년 8월 1일   |                     |
| 전두환 정부 | 9대      | 이영욱                            | 1983년 8월 1일 ~ 1985년 2월 28일   |                     |
| 전두환 정부 | 10대     | 정해창                            | 1985년 2월 28일 ~ 1986년 5월 2일   |                     |
| 전두환 정부 | 11대     | 백광현                            | 1986년 5월 2일 ~ 1987년 6월 8일    |                     |
| 전두환 정부 | 12대     | 김기춘                            | 1987년 6월 8일 ~ 1989년 3월 29일   |                     |
| 노태우 정부 | 12대     | 김기춘                            | 1987년 6월 8일 ~ 1989년 3월 29일   |                     |
| 13대        | 서정신   | 1989년 3월 29일 ~ 1990년 3월 27일 |                                    |                     |
| 14대        | 허은도   | 1990년 3월 27일 ~ 1992년 7월 29일 |                                    |                     |
| 15대        | 박종철   | 1992년 7월 29일 ~ 1994년 3월 17일 |                                    |                     |
| 15대        | 박종철   | 1992년 7월 29일 ~ 1994년 3월 17일 | 김영삼 정부                        |                     |
| 16대        | 전재기   | 1994년 3월 17일 ~ 1994년 9월 21일 |                                    |                     |
| 17대        | 지창권   | 1994년 9월 21일 ~ 1995년 9월 15일 |                                    |                     |
| 18대        | 김기수   | 1995년 9월 15일 ~ 1996년 9월 20일 |                                    |                     |
| 19대        | 최영광   | 1996년 9월 20일 ~ 1997년 8월 12일 |                                    |                     |
| 20대        | 김상수   | 1997년 8월 12일 ~ 1998년 3월 19일 |                                    |                     |
| 김대중 정부 | 21대     | 송정호                            | 1998년 3월 19일 ~ 1999년 6월 9일   |                     |
| 김대중 정부 | 22대     | 이태창                            | 1999년 6월 9일 ~ 2000년 7월 15일   |                     |
| 김대중 정부 | 23대     | 주선회                            | 2000년 7월 5일 ~ 2001년 5월 31일   |                     |
| 김대중 정부 | 24대     | 김영철                            | 2001년 5월 31일 ~ 2002년 2월 8일   |                     |
| 김대중 정부 | 25대     | 김학재                            | 2002년 2월 8일 ~ 2002년 8월 19일   |                     |
| 김대중 정부 | 26대     | 한부환                            | 2002년 8월 19일 ~ 2003년 4월 13일  |                     |
| 노무현 정부 | 27대     | 정홍원                            | 2003년 4월 13일 ~ 2004년 6월 1일   |                     |
| 노무현 정부 | 28대     | 정진규                            | 2004년 6월 1일 ~ 2005년 4월 8일    |                     |
| 노무현 정부 | 29대     | 임내현                            | 2005년 4월 8일 ~ 2006년 2월 6일    |                     |
| 노무현 정부 | 30대     | 홍경식                            | 2006년 2월 6일 ~ 2007년 3월 5일    |                     |
| 노무현 정부 | 31대     | 임채진                            | 2007년 3월 5일 ~ 2007년 11월 26일  |                     |
| 노무현 정부 | 32대     | 안영욱                            | 2007년 11월 26일 ~ 2008년 3월 11일 |                     |
| 이명박 정부 | 33대     | 김태현                            | 2008년 3월 11일 ~ 2009년 1월 19일  |                     |
| 이명박 정부 | 34대     | 명동성                            | 2009년 1월 19일 ~ 2009년 8월 12일  |                     |
| 이명박 정부 | 35대     | 박용석                            | 2009년 8월 12일 ~ 2011년 2월 1일   |                     |
| 이명박 정부 | 36대     | 조근호                            | 2011년 2월 1일 ~ 2011년 8월 22일   |                     |
| 이명박 정부 | 37대     | 노환균                            | 2011년 8월 22일 ~ 2013년 4월 10일  |                     |
| 박근혜 정부 | 38대     | 소병철                            | 2013년 4월 10일 ~ 2013년 4월 10일  |                     |
| 박근혜 정부 | 39대     | 이득홍                            | 2013년 4월 10일 ~ 2015년 2월 11일  |                     |
| 박근혜 정부 | 40대     | 임정혁                            | 2015년 2월 11일 ~ 2015년 12월 21일 |                     |
| 박근혜 정부 | 41대     | 김희관                            | 2015년 12월 21일 ~ 2017년 7월 31일 |                     |
| 문재인 정부 | 41대     | 김희관                            | 2015년 12월 21일 ~ 2017년 7월 31일 |                     |
| 42대        | 김오수   | 2017년 8월 1일 ~ 2018년 6월 21일  |                                    |                     |
| 43대        | 조은석   | 2018년 6월 22일 ~ 2019년 7월 29일 |                                    |                     |
| 44대        | 박균택   | 2019년 7월 31일 ~ 2020년 1월 12일 |                                    |                     |
| 45대        | 배성범   | 2020년 1월 13일 ~ 2021년 6월 10일 |                                    |                     |
| 46대        | 조남관   | 2021년 6월 11일 ~ 2022년 4월 22일 |                                    |                     |
| 윤석열 정부 | 47대     | 여환섭                            | 2022년 6월 27일 ~ 2022년 9월 7일   |                     |
| 윤석열 정부 | 직무대리 | 김남순                            | 2022년 9월 7일 ~ 2023년 9월 6일    | 법무연수원 총괄교수 |
| 윤석열 정부 | 48대     | 김석우                            | 2023년 9월 7일 ~ 2024년 9월 22일   |                     |
| 윤석열 정부 | 49대     | 신자용(申子容)                    | 2024년 9월 23일 ~ 2025년 7월 24일  |                     |
| 이재명 정부 | 직무대리 |                                   | 2025년 7월 24일 ~                  |                     |

## 같이 보기
- 법무연수원